# Las Tablas (Panama, Bocas del Toro)
Pour les articles homonymes, voir Las Tablas.
Las Tablas est un corregimiento situé dans le district de Changuinola, province de Bocas del Toro, au Panama. En 2010, la localité comptait 9 286 habitants.